# Nord-Est (Haiti)
Nord-Est (haitisk kreol: Nòdès) er en af de 10 provinser (département) i Haiti. Hovedbyen er Fort-Liberté. Provinsen har 283 000 indbyggere (2002) og et areal på 1 805 km². Den grænser op til provinserne Nord, Centre, og Den dominikanske republik

## Administrativ inddeling
Provinsen er inddelt i fire arrondissementer (arrondissements) som hver er inddelt i 13
kommuner (communes).
- Fort-Liberté
  1. Fort-Liberté
  2. Perches
  3. Ferrier
- Ouanaminthe
  1. Ouanaminthe
  2. Capotille
  3. Mont-Organisé
- Trou-du-Nord
  1. Trou-du-Nord
  2. Caracol
  3. Sainte-Suzanne
  4. Terrier-Rouge
- Vallières
  1. Vallières
  2. Carice
  3. Mombin-Crochu

19°40′04″N 71°50′23″V / 19.6678°N 71.8397°V
|  | Infoboks uden skabelon Denne artikel har en infoboks dannet af en tabel eller tilsvarende. |